# Madre soltera
La expresión madre soltera alude de manera precisa a cualquier mujer que ha tenido uno o varios hijos fuera del matrimonio. Se denomina así generalmente a un tipo de familia monoparental, en la que una mujer lleva a cabo la crianza de los hijos y el manejo del hogar sin la compañía o apoyo de una pareja, por decisión propia o circunstancias de su entorno. Puede referirse también a la madre que no se encuentra unida o casada con su pareja. En caso de que exista convivencia con el padre de sus hijos, los psicólogos no la consideran una madre soltera, sino una pareja no conyugal, más parecido a un matrimonio que a un hogar monoparental y si ya no están juntos pero los hijos reciben visitas y ayuda monetaria, algunos psicólogos prefieren hablar de hijos de una expareja, puesto que las emociones y problemas de los niños más se parecen a los hijos de un matrimonio divorciado que a los de un hogar monoparental.

## Maternidad en soledad
La maternidad en soledad ha sido una constante a lo largo de la historia de la humanidad dado que tradicionalmente dependía del varón el reconocimiento del hijo. Los estudios realizados por la CEPAL en 2001 hablan sobre la problemática de los varones que tienden a no utilizar métodos anticonceptivos, a restringir su uso por parte de las mujeres y que se involucran en múltiples experiencias sexuales pero desconocen su responsabilidad en los embarazos no deseados. En dichos caso, las madres, frecuentemente adolescentes, quedan a cargo exclusivamente de la responsabilidad durante los distintos momentos del nacimiento y la crianza de los hijos.
En muchos países el reconocimiento del hijo continúa siendo un derecho discrecional del padre, incluso en los que la ley protege a los niños nacidos fuera del matrimonio. En algunas sociedades existe un cuerpo legal que elimina la discriminación hacia las "madres solteras" y sus hijos, e incluso algunos países cuentan con programas de ayuda institucionalizada para hogares donde las mujeres son las jefas, que incluyen ayuda estatal, becas de estudio para los hijos, créditos bancarios para que las mujeres inicien pequeñas y medianas empresas, y otros.
Históricamente, ser madre soltera ha sigo un estigma, ser madre soltera era considerado un problema social y las madres solteras han sido rechazadas, aunque en el último milenio la situación ha cambiado en algunos países occidentales.
En la época colonial ser madre soltera era algo bastante común en Latinoamérica pero se consideraba "ilegítimo". A pesar de que gran parte de la población había nacido de madres solteras, la "ilegitimidad" era vista por la Iglesia Católica como una infamia, una mancha o un defecto. Tanto el derecho canónico como el derecho civil discriminaban a las madres solteras y a los niños nacidos ilegítimos, quienes no podían ser ordenados curas o asumir cargos en la burocracia real o en el gobierno municipal. También se les prohibía ejercer profesiones liberales, como médicos, escribanos o abogados y hasta 1784 les estuvo prohibido ser comerciantes o artesanos.

## Maternidad sin matrimonio
Desde los años 70 en algunos países, como Francia o los países nórdicos, se ha ido produciendo un descenso en el número de matrimonios y a la par, un aumento en el número de nacimientos en parejas no casadas, es decir, de madres cuyo estado civil continúa siendo el de soltera. Según datos del INE, más de un tercio de los nacimientos en España son de madre soltera, es decir, de una madre criando a sus hijos sola.
En el siglo XXI, en los países islámicos, ser madre soltera todavíaestá penado por la ley. Por ejemplo, en Marruecos, la condena por tener un hijo fuera del matrimonio es de entre uno y doces meses de cárcel aunque este hubiera sido fruto de una violación. En Túnez, ser madre soltera es una vergüenza y una deshonra y las madres solteras y sus hijos carecen por completo de derechos: "no se les considerada seres humanos como al resto". En 2017, en Egipto, una locutora de televisión, Doaa Salah, fue condenada a tres años de cárcel por "incitación al libertinaje" al plantear el tema de la situación de las madres solteras en su programa de televisión.

## Madres solteras por elección
De la misma forma, es común que una mujer decida establecer una familia sin la presencia de un hombre. Cada año, en España, más de 80.000 mujeres dan a luz en esa situación, un porcentaje muy elevado de los aproximadamente 470.000 nacimientos anuales.
La mayoría de ellas recurren a técnicas de reproducción asistida como la inseminación artificial con semen de donante, la fecundación in vitro o la ovodonación. También pueden acudir a la adopción.
Con respecto a las llamadas madres solteras por elección, en 2001 la doctora Luisa Barón, directora de la Fundación para la Investigación Médica Psicológica (IMPSI), presentó en la 'American Society for Reproductive Medicine' de los Estados Unidos una investigación realizada entre 1997 y 2000 con Stella Lancuba: «Mujeres solteras que recurren a bancos de esperma. Un seguimiento psicológico en pacientes y niños”».
Todas las mujeres de dicho estudio indican que hubieran preferido la concepción con un hombre, pero no quisieron mentirle a una pareja ocasional ni forzar a nadie a la paternidad. Varias habían intentado adoptar pero desistieron después de años de espera por numerosas trabas burocráticas. Los niños y madres estudiados e involucrados en este estudio presentaron una evolución normal. Según la doctora Barón: 

Los chicos que evaluamos tienen una excelente relación con la madre, y se están desarrollando bien. No hay ninguna razón para pensar que las cosas puedan salir mal.